# Леки крайцери тип „Кьонигсберг“
Кьонигсберг, или Кьонигсберг II (на немски: Königsberg) са серия леки крайцери на Императорските военноморски сили от времето на Първата световна война. Явяват се последващо развитие на крайцерите от типа „Висбаден“. Всичко от проекта са построени 4 единици: „Кьонигсберг“ (на немски: SMS Königsberg); „Карлсруе“ (на немски: SMS Karlsruhe); „Емден“ (на немски: SMS Emden) и „Нюрнберг“ (на немски: SMS Nurnberg). Всички крайцери носят имена на кораби загинали в началния период на войната. Втората серия на тези леки крайцери се наричат „Кьолн II“.

## Конструкция
Главният калибър се състои от осем скорострелни 15 cm SK L/45 оръдия в единични установки. Две от тях са редом отпред на бака, две са на кърмата, линейно-терасовидно, и четири по всяка страна в средната част на кораба. Оръдията имат максимална далечина на стрелбата до 17 600 m. Боекомплектът им съставлява 1040изстрела или 130 снаряда на ствол. Зенитното въоръжение на корабите първоначално се състои от две 8,8 cm SK L/45 зенитни оръдия. Крайцерите имат и четири 50 cm торпедни апарата: два 50 cm подводни ТА и два надводни, с общ запас от осем торпеда. Освен това могат да носят до 200 мини за поставяне на заграждения.

### Броня
Схемата на броневата защита е променена спрямо предходния тип.
Дългият, макар и доста тесен броневи пояс с 60 mm никелова броня, в носовата си част той има дебелина 18 mm, в кърмовата липсва, хоризонталният участък от броневата палуба има дебела 20 mm никелова броня, скосовете са 40 mm. Малко след началото на главния пояс минава 40 mm носов траверс. В носа плоската палуба с дебелина 20 mm е разположена под водолинията, както е при крайцерите-минни заградители тип „Брумер“. Кърмовата част се защитава от 40 mm палуба и 60 mm скосове. Бойната рубка има дебелина на стените от 100 mm круповска броня, а стоманения 20 mm покрив е от никелова броня. Оръдията на главния калибър са прикрити от щитове с дебелина 50 mm. Далекомера е прикрит от 30 mm броня.

## Служба
| Название      | Корабостроителница              | Заложен        | Спуснат на вода     | Влизане в строй     | Съдба |
| ------------- | ------------------------------- | -------------- | ------------------- | ------------------- | ----- |
| „Кьонигсберг“ | AG Weser                        | август 1914 г. | 18 декември 1915 г. | 12 август 1916 г.   |       |
| „Карлсруе“    | Kaiserliche Werft Wilhelmshaven | май 1915 г.    | 31 януари 1916 г.   | 15 ноември 1916 г.  |       |
| „Емден“       | AG Weser                        | 1914 г.        | 1 февруари 1916 г.  | 16 декември 1916 г. |       |
| „Нюрнберг“    | Howaldtswerke                   | 1915 г.        | 14 април 1916 г.    | 15 февруари 1917 г. |       |

## Коментари
1. ↑  Всички данни са към момента на влизането в строй.
2. ↑  Според немската класификация те се обозначават като малки крайцери (на немски: Kleiner Kreuzer).
3. ↑  Префиксът „SMS“ е от на немски: Seiner Majestat Schiff (Кораб на Негово Величество).
4. ↑  Съгласно номенклатурата на артилерията на флота на Германската империя „SK“ (Schnelladekanone) означава „скорострелно оръдие“, а L/45 означава сравнителната дължина на оръдието в калибри. В дадения случай L/45 означава, че дължината на оръдието съставлява 45 негови калибра (150 × 45).